# Zoran Mandić
Zoran M. Mandić (Vladičin Han, 1950 — Beograd, 12. jun 2023) bio je srpski pesnik i književni kritičar.

## Biografija
Gimnaziju „Nikola Tesla“, na prirodno-matematičkom smeru, završio je u Apatinu, a pravničko obrazovanje stekao na Pravnom fakultetu u Novom Sadu.
Od 1971. godine, kada mu je objavljen pesnički prvenac "Koraci sumnje", napisao je i objavio veliki broj pesama, eseja, priča, likovnih i književnih kritika. Bio je član uredništva: Lista Saveza studenata Vojvodine „Index“ (Novi Sad), časopisa „Krovovi“ (Sremski Karlovci), časopisa "Dometi" i "Pokret" (Sombor), "Zbilja" (Beograd) i stalni saradnik časopisa "Zlatna greda" (Novi Sad). Bio je v.d. direktora i glavnog i odgovornog urednika Informativnog centra "Glas komune" i predsednik Upravnog odbora Kulturnog centra u Apatinu. Živi i radi u Apatinu i Somboru.

## Dela

### Knjige pesama[2]
- Koraci sumnje, Apatin, 1971,
- Putnik i njegova nevolja, Apatin, 1976,
- Opekotina, 1980,
- Uputstvo za opstanak, Sombor, 1982,
- Karinska trojstva, 1987,
- Čitaonica, Osijek, 1989,
- Nišan, Svetovi, N.Sad. 1990.
- Bizarna matematika, KOV, Vršac.1991.
- Citati, Krovovi, Sremki Karlovci. 1992.
- Naspram čuda, Svetovi, N. Sad.1994.
- Kraj sezone i druge pesme, Krovovi, Sremski Karlovci, 1995,
- Citati i druge pesme, Svetovi, N. Sad.1996.
- Nisam nikada napisao pesmu koju sam mogao da napišem, Prosveta, Beograd, 1997,
- Apatin i pesme od pre, Svetovi, N. Sad. 1998.
- Usekline, prozor, Prosveta, Beograd. 2000.
- Nestvarni štafelaj, Braničevo, Požarevac.2005.
- Mali (p)ogledi, KOV, Vršac. 2006.
- Bog u prodavnici ogledala, Intelekta, Valjevo. 2010.
- Okvir, Braničevo, Požarevac,2011.
- Kafkina fontana, Šumadijske metafore, Mladenovac, 2012.
- Srbija u dubokim vodama,Biblioteka Mobarov,Zavetine, Beograd, 2015.
- Kvarenje krugova, Kairos, Sremski Karlovci, 2017.
- Odbrana izbora, Književna zajednica "Borisav Stanković", Vranje, 2018.

### Prevodi
- na italijanski jezik La letera del signore („Gospodovo pismo“), u prevodu Dragana Mraovića (1994),  LA VALISA - BARI (Italija).
- na makedonski jezik Ne grižam za nadešta („Ne brinem za nadu“), prevod Risto Vasilevski, Arka, Skoplje (Makedonija). 2004.[1]

### Knjige eseja
- Mali naslovi, Intelekta, Valjevo.2003.
- Mali naslovi, drugo dopunjeno izdanje, Intelekta, Valjevo. 2008.

### Nagrade
- Nagrada „Pečat varoši sremskokarlovačke”, za pesmu „Putnik i njegova nevolja”, 1976.
- Nagrada „Ervin Šinko”, Apatin, 1977.
- Nagrada književne manifestacije „Vukovi lastari”, Vukov sabor, Tršić, 1988.
- Oktobarska nagrada grada Apatina, 1998.
- Nagrada „Iskre kulture”, 2000.
- Nagrada „Stevan Pešić”, 2004.
- Nagrada Društva književnika Vojvodine za knjigu godine, za knjigu poezije Nestvarni štafelaj, 2006.
- Nagrada „Drvo života”, Zavetine, Beograd, 2010.
- Povelja „Karađorđe”, Šumadijske metafore, Mladenovac, 2011.
- Nagrada Akademije „Ivo Andrić”, za knjigu Okvir, Beograd, 2011.
- Nagrada „Kapetan Miša Anastasijević”, za stvaralaštvo i doprinos srpskoj kulturi, 2013.
- Nagrada „Jovan Skerlić”, za knjigu pesama Srbija u dubokim vodama, 2016.
- Nagrada lista „Zbilja”, za knjigu pesama Srbija u dubokim vodama, 2016.
- Počasna Povelja Kraljevskog književnog kluba „Karađorđević”, 2018.
- Nagrada „Milan Rakić”, za knjigu Odbrana izbora, 2019.
- Nagrada „Zlatna značka” Kulturno-prosvetne zajednice Srbije, 2020.[3]

### Antologije, pregledi, panorame
- Les Soleils d Ilyrie, Antologija jugoslovenske poezije na francuskom,priredio Vladimir Klod Fišera, Strazbur, 1992.
- Milan S. Kosović, Lirika vode (Izabrane pesme o vodama),Interprint, Beograd, 2002.
- Miroslav Lukić Nesebičan muzej, 8. sažeto, izmenjeno, pregledano - konačno izdanje, Požarevac. 2009.
- Zoran Bognar, Novo raspeće (Antologija savremene srpske poezije tragom estetskog egzorcizma 1967-2007,
- Zlatko Krasni, Podium Publikationen (Antologija savremene srpske književnosti), Beč. 2011.
- Zoran Bognar, Tečni kristal (Antologija srpskog mikroeseja XX veka. 2011.
- Dejan Bogojević&Dušan Stojković, Zrnca (Antologija najkraće priče na srpskom jeziku). 2011.
- Boris Lazić, ANTHOLOGIE de la poesie serbe contemporaine, Paris-Banja Luka. 2011.
- Dušan Stojković, STO (povodom sto knjiga Šumadijskih metafora,Mladenovac, 2010,
- Miljurko Vukadinović, Dušan Stojković, Nisu sve bolesti za mene, Beograd. 2014.
- Miloje Dončić, Apostolnica (Antologija srpske originalne poezije), Revnitelj, Niš, 2015.

### Listovi i časopisi
Poeziju, prozu, eseje i književnu kritiku objavljivao je u: 
Politici, NIN-u, Letopisu matice srpske, Književnosti, Poljima, Književnoj reči, Večernjim novostima, Međaju, Kvartalu, Zlatnoj gredi, Koracima, Sveskama, Rukoveti, OKU-u (Zagreb), Mogućnostima (Split), Vidiku (Split), Osječkoj reviji, Zadarskoj reviji, Glasu omladine (Novi Sad), Indeksu (List Saveza studenata Vojvodine, Novi Sad), Nevenu (Novi Sad), Studentu (Beograd), Signalu, časopisu Miroljuba Todorovića iz Beograda, Likovnom životu (Likovna galerija Stara kapetanija, Zemun), Danici 2011, 2015, i 2016. god. (Godišnjak Vukove zadužbine), Zavetinama (Miroslava Mirka Lukića alijas Bela Tukadruz, Beograd), Krovovima (Sremski Karlovci), Sentu, Savremeniku, Braničevu (Požarevac), Novoj Zori, Beogradskom književnom časopisu Tisi (Bečej), Povelji (Kraljevo), Zbilji, Srpskoj vili, Književnom pregledu, Pokretu (Sombor), Dometima (Sombor), Somborskim novinama, Tragu (Vrbas), Našem Tragu (Velika Plana), Apokalipsi (Ljubljana), Romboidu (Bratislava), Ovdjetu (Podgorica), Stvaranju (Podgorica), Ulaznici (Zrenjanin), Danasu (Novi Sad), Aktu, Maloj ptici (Beograd), Časopisu 1804 Zadužbinskog društva "Prvi srpski ustanak" (Orašac), Serbien literary magazine (Srpski međunarodni časopis) 2017, „U sazvežđu knjiga“ Televizije Novi Sad, na sajtovima Sazvežđa Zavetina.
Poezija Zorana M. Mandića je prevođena na: italijanski, makedonski, beloruski, slovački, mađarski, slovenački, nemački, engleski i francuski jezik.

### Vrednovanje Mandićevog stvaralaštva
O Mandićevom književnom stvaralaštvu pisali su: Miodrag Pavlović, Čedomir Mirković, Boško Tomašević, Miroslav Lukić, Dušan Stojković, Draginja Urošević, Tatjana Kragujević, Dragan Hadži Todorović, Jovica Aćin, Franja Petrinović, Nikola Strajnić, Zoran Đerić, Jovan Zivlak, Vladimir Gvozden, Vladimir Kopicl, Radivoj Šajtinac, Vasa Pavković, Zoran Bognar, Miodrag Radović, Aleksandar B. Laković, Bojana Stojanović Pantović, Tomislav Marijan Bilosnić, Bogić Rakočević, Tomislav Cvetković, Saša Radojčić, Risto Vasilevski, Jožef J. Fekete, Miroljub Milanović, Milan Živanović, Radmila Popović, Aca Vidić, Rale Nišavić, Divna Vuksanović, Milijan Despotović, Blagoje Svrkota, Dragoljub Stojadinović, Božidar Milidragović, Stefan Grubač, Ksenija Katanić, Ljubomir Ćorilić, Dušan Radivojević, Zoran Radisavljević, Dragan Bogutović, Milica Milenković, Milutin Marković, Milan Đorđević (Logosni (inte)gral jezika), Stojan Bogdanović, Dušan Opačić i dr.

### Član žirija književnih nagrada
Bio je član žirija književnih nagrada: „Meša Selimović” (Kompanija Večernje novosti Beograd), „Gospođin vir” (Centar za kulturu Požarevac), „Dušan Vasiljev” (Kikinda), „Pesničke staze” (Kikinda), „Pavle Marković Adamov” (Sremski Karlovci), Brankova nagrada Društva književnika Vojvodine, Knjiga godine Društva književnika Vojvodine, „Milan Rakić” Udruženja književnika Srbije, „Kruna despota Stefana Lazarevića”, „Stevan Pešić”, „Lenkin prsten” za najlepšu ljubavnu pesmu na srpskom jeziku (Srbobran), Povelja „Karađorđe” (Šumadijske metafore Mladenovac), „Laza K. Lazarević” za priču (Šabac), „Đorđe Fišer” (Sekcija satiričara i humorista Društva književnika Vojvodine, Novi Sad), „Dunavske obale” (Apatin), „Miodrag Borisavljević” za kratku priču (Apatin), „Pečat varoši sremskokarlovačke” (Sremski Karlovci) i dr.

### Članstvo u udruženjima i asocijacijama
Zoran M. Mandić je član: AICIL-a (Asocijacije književnih kritičara Evrope sa sedištem u Parizu), Udruženja književnika Srbije, član-sarаdnik Matice srpske Novi Sad, Udruženja novinara Srbije, Međunarodne federacije novinara (International Federation of Journaliste) i Društva književnika Vojvodine u kome je u više mandata bio član Upravnog odbora, predsednik Komisije za prijem novih članova, član i predsednik žirija nagrada Brankova i Knjiga godine DKV i stalni saradnik časopisa Zlatna greda Društva književnika Vojvodine.

## Spoljašnje veze
- https://zoranmmandic.blogspot.com/
- Библиографије Архивирано на веб-сајту  (17. јун 2016)
- Novi rukopisi Архивирано на веб-сајту  (9. јун 2016)
- -Сва досадашња издања, Несебичан музеј
- Pomoćnik gl. urednika "Zlatnog Rasudenca"
- Povelja Ivo Andrić Архивирано на веб-сајту  (2. децембар 2020)
- Dobitnik Povelje Karađorđe
- Dobitnik nagrade "Kapetan Miša Atanasijević
- Dijaspora
- Boginja
- https://zoranmmandic.blogspot.com